# Éléonore de Bourbon-Condé
Ne doit pas être confondu avec Éléonore de Bourbon-Ortiz ou Éléonore de Bourbon-La Marche.
Éléonore de Bourbon, princesse d'Orange (1587-1619) est l'épouse du prince néerlandais Philippe-Guillaume d'Orange. Elle était la fille d'Henri, prince de Condé, cousin du roi Henri IV de France.
Elle mourut sans enfant à l'âge de 31 ans.

## Biographie
Elle était la fille d'Henri Ier de Bourbon et de Charlotte de La Trémoille. Elle n'a pas connu son père mort peu de temps après sa naissance dans des circonstances non élucidées. Son frère Henri II, né posthume, fut l'héritier de la couronne de France pendant plus de dix ans.
Le 23 novembre 1606, elle épouse au château de Fontainebleau le prince Philippe-Guillaume d'Orange. Pour son mari, qui avait déjà 51 ans, ce mariage était la condition pour se faire restituer la principauté d'Orange. Il était le fils du Guillaume le Taciturne, prince d'Orange et héros de la guerre d’indépendance contre les Espagnols. En 1568, alors qu'il était étudiant à Louvain, il avait été enlevé et emmené en Espagne où il avait été retenu comme otage par le roi Philippe II. À la mort de son père assassiné en 1584, il hérite de la principauté d'Orange mais doit attendre 1598 pour recouvrer ses terres. Resté catholique, il se heurta, de retour dans le nord à son frère cadet Maurice qui avait pris la succession de leur père comme stathouder. Ce ne sera pas avant 1609 que le roi de France Henri IV parviendra à réconcilier les deux frères.
Éléonore suivit son mari lors de ses fréquents déplacements entre Bruxelles et Orange. Le mariage sera heureux malgré l'absence d'enfant.